# Wappen der Stadt Hof
Das Wappen der Stadt Hof ist ein Hoheitszeichen von Hof im Freistaat Bayern. Die Stadt liegt im Fränkischen Vogtland.

## Blasonierung
Die Blasonierung des Wappens lautet wie folgt:

„In Rot zwei silberne Zinnentürme mit Spitzdächern; ihnen unten aufgelegt ein gelehnter schwarzer Schild, darin ein rot gekrönter und rot bewehrter goldener Löwe.“

## Geschichte und Begründung

Vereinfachte Version des Wappens

Erste Siegelabdrücke mit vergleichbaren Darstellungen sind bis 1335 zurückverfolgbar. Damals waren zwei Türme und das gelehnte Löwenschild gezeigt. Die Türme stehen dafür für den Stadtcharakter Hofs, der mindestens bis 1260 zurückreicht. Die beiden Türme sind zum Teil mit A und N bezeichnet. Die Buchstaben stehen dabei für Antiqua civitas und Nova civitas, also für die Hofer Altstadt und die Neustadt. Der Löwe steht für die Vögte von Weida, die die Gegend damals beherrschten. Der Löwe wurde von den Vögten seit 1244 verwendet und leitet sich möglicherweise vom Pfälzer Löwe ab.
Der Löwe blieb auch trotz der zwischenzeitlichen Übergabe der Stadt an die Nürnberger Burggrafen. Weitere Änderungen ergaben sich 1571, als zwei wilde Männer und ein Engel hinter dem Löwenschild erschienen sowie von 1820 bis 1840, als die Türme mit klassizistischem Giebel verbunden waren. 1840 wurde das Wappen in der Form von 1571 durch König Ludwig I. erneut verliehen. 1954 – mit der Einführung der Stadtflagge – ging man wieder zur ursprünglichen Form von 1335 über. Das zuständige Ministerium stimmte diesem Anliegen der Stadt 1960 zu.

Stadtwappen gibt es im Stadtbild am Rathaus (Seite zur Ludwigstraße), an der Orgelempore der evangelischen Stadtkirche St. Michaelis, an der Turnhalle der Altstädter Schule Ecke Marienstraße/Luitpoldstraße, am Hotel Strauß Ecke Pfarr/Bismarckstraße und am städtischen Wohnhaus Ecke Ernst-Reuter-Straße/Ossecker Straße, schräg gegenüber dem Finanzamt.

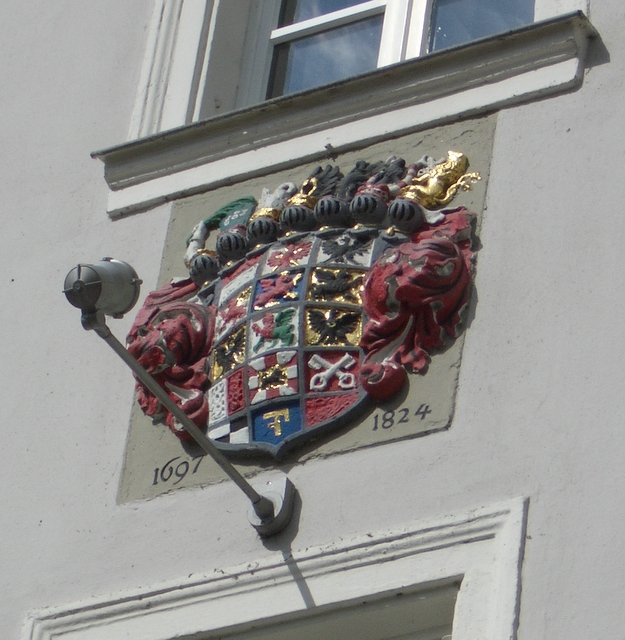
Wappen der Markgrafen von Brandenburg-Bayreuth in der Hofer Ludwigstraße
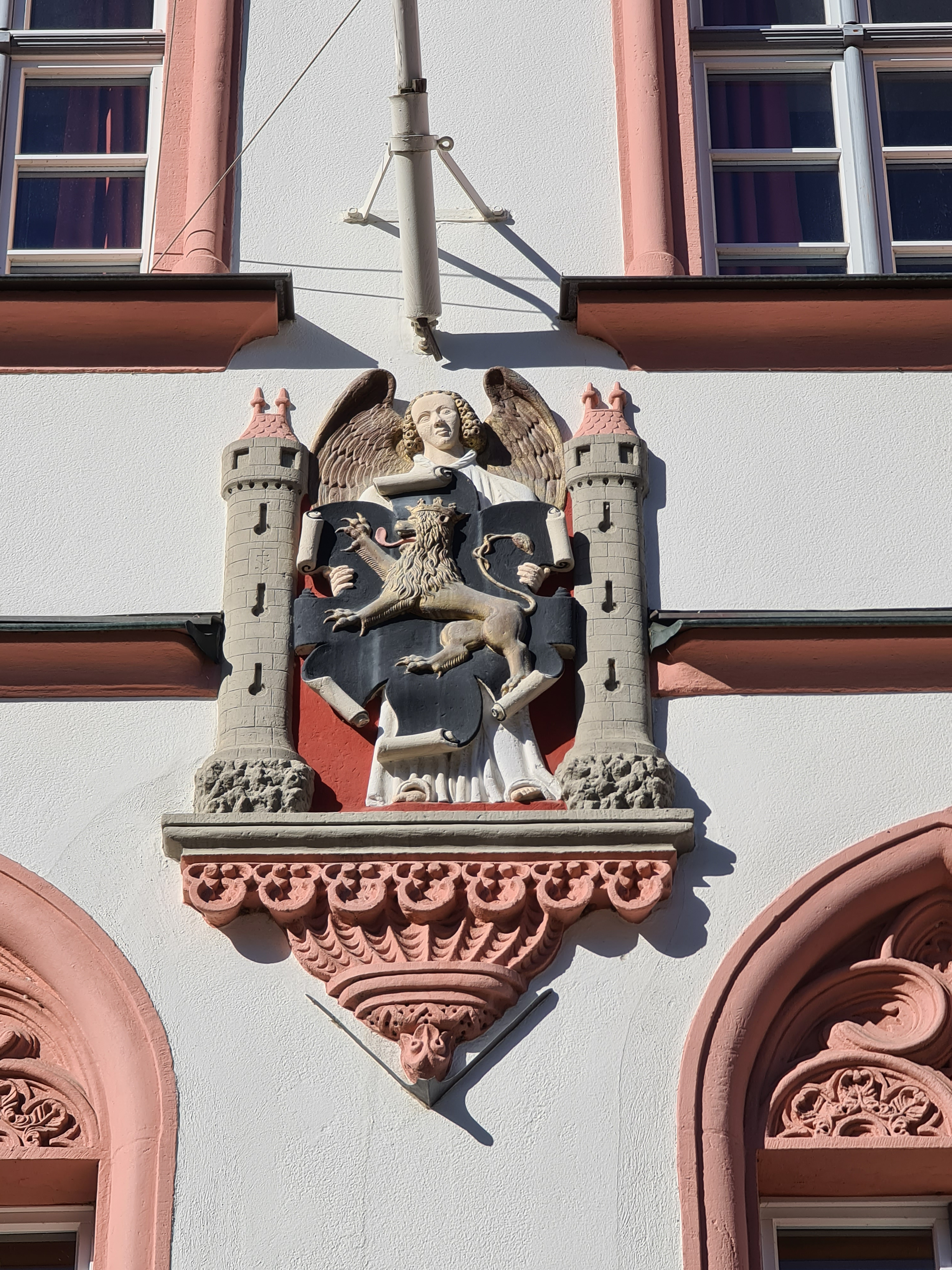
Wappen am Rathaus
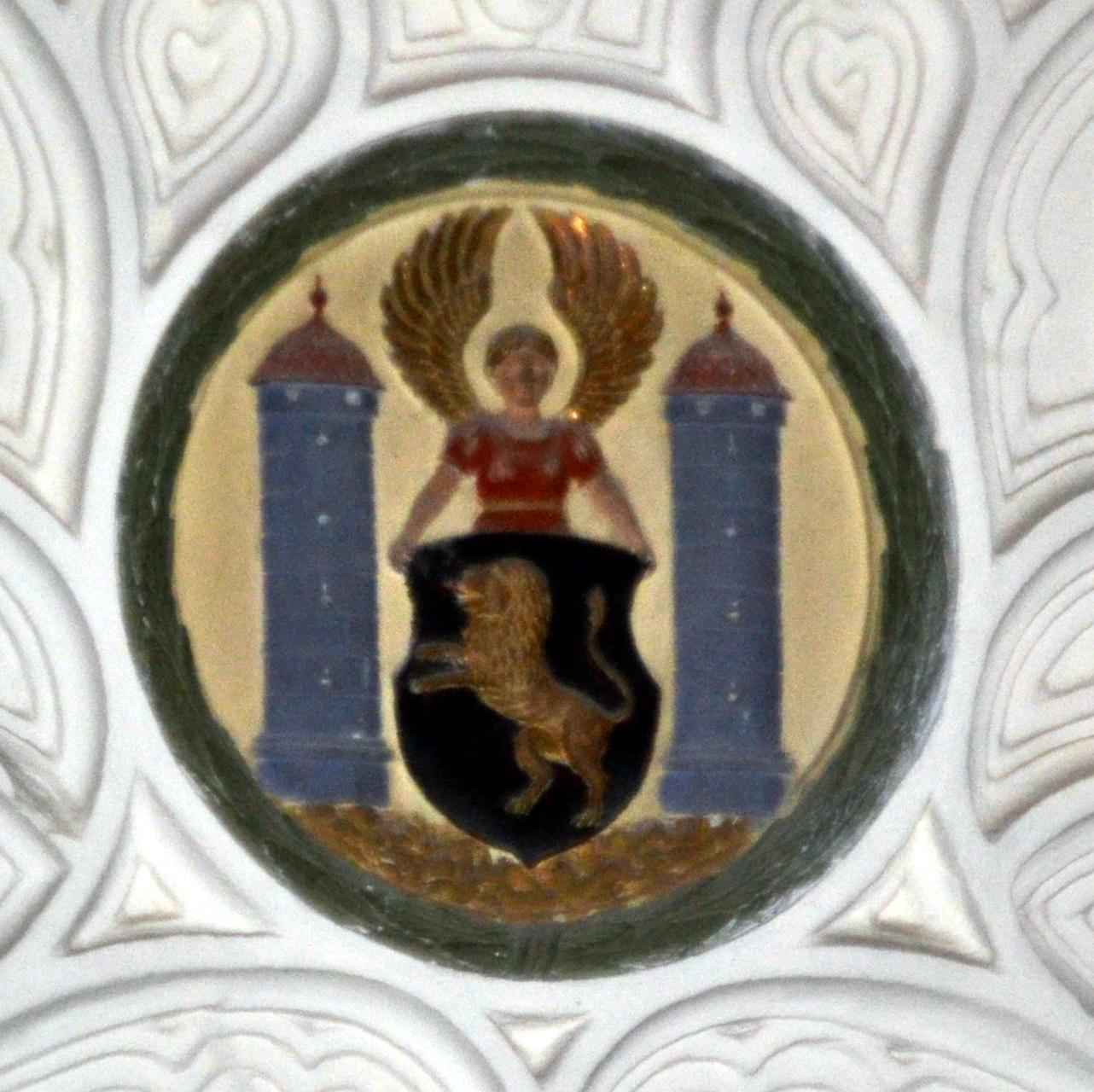
Wappen in der Michaeliskirche
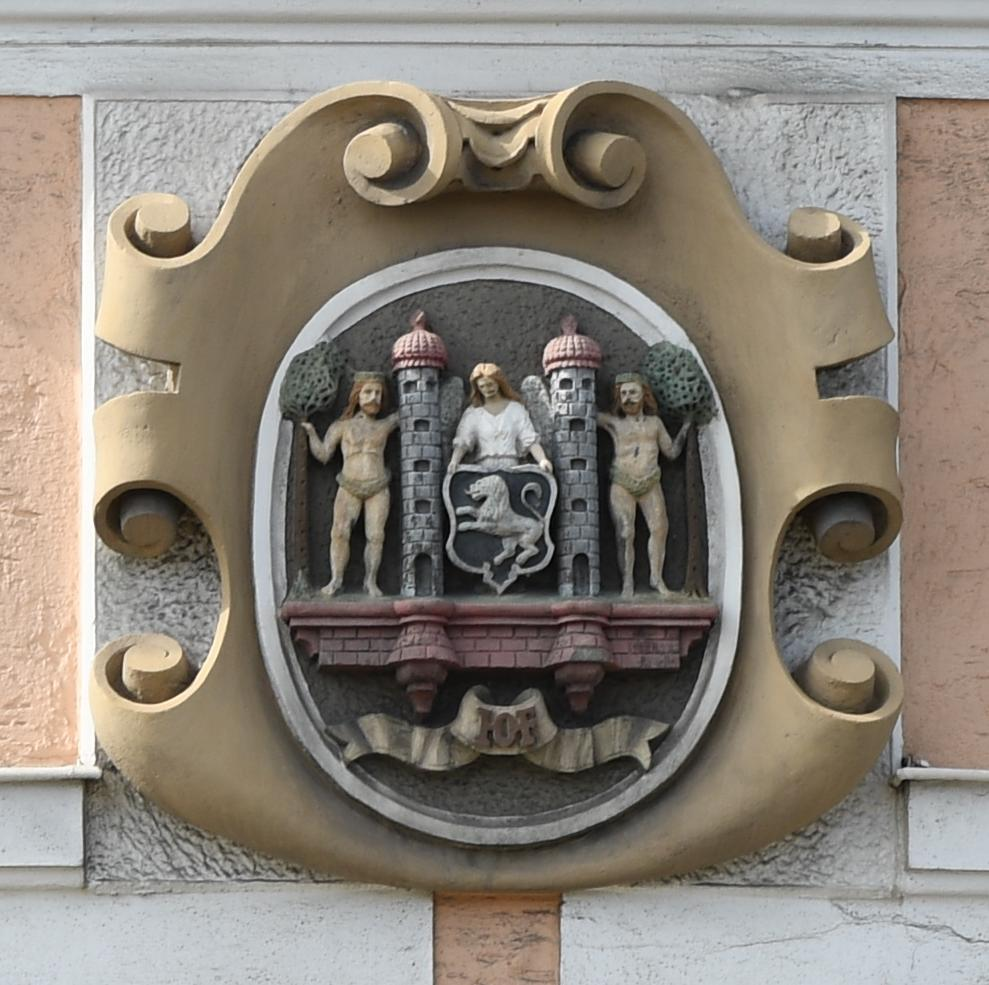
Wappen Ecke Ernst-Reuter-Straße / Ossecker Straße
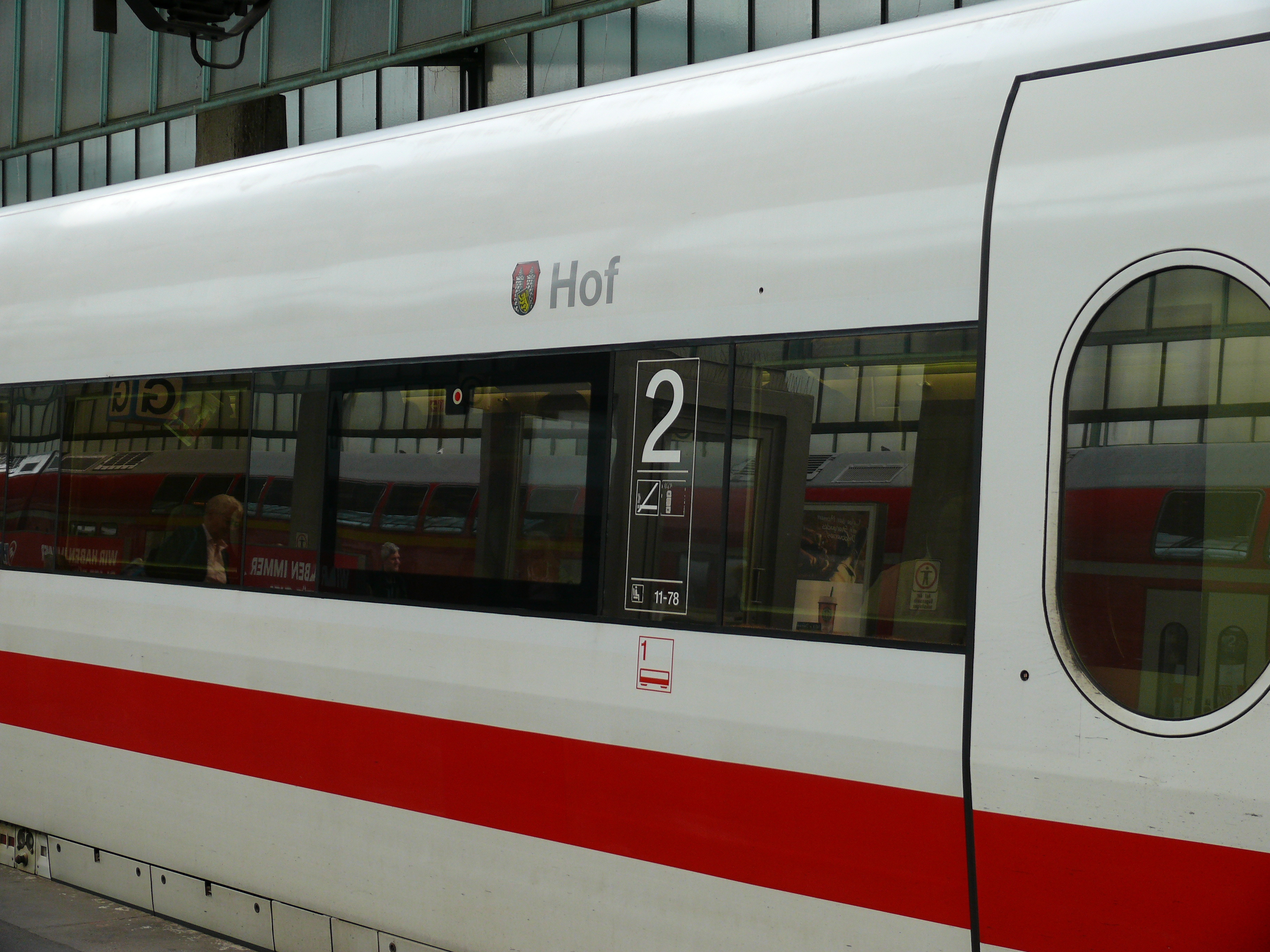
Wappen am ICE mit dem Namen Hof
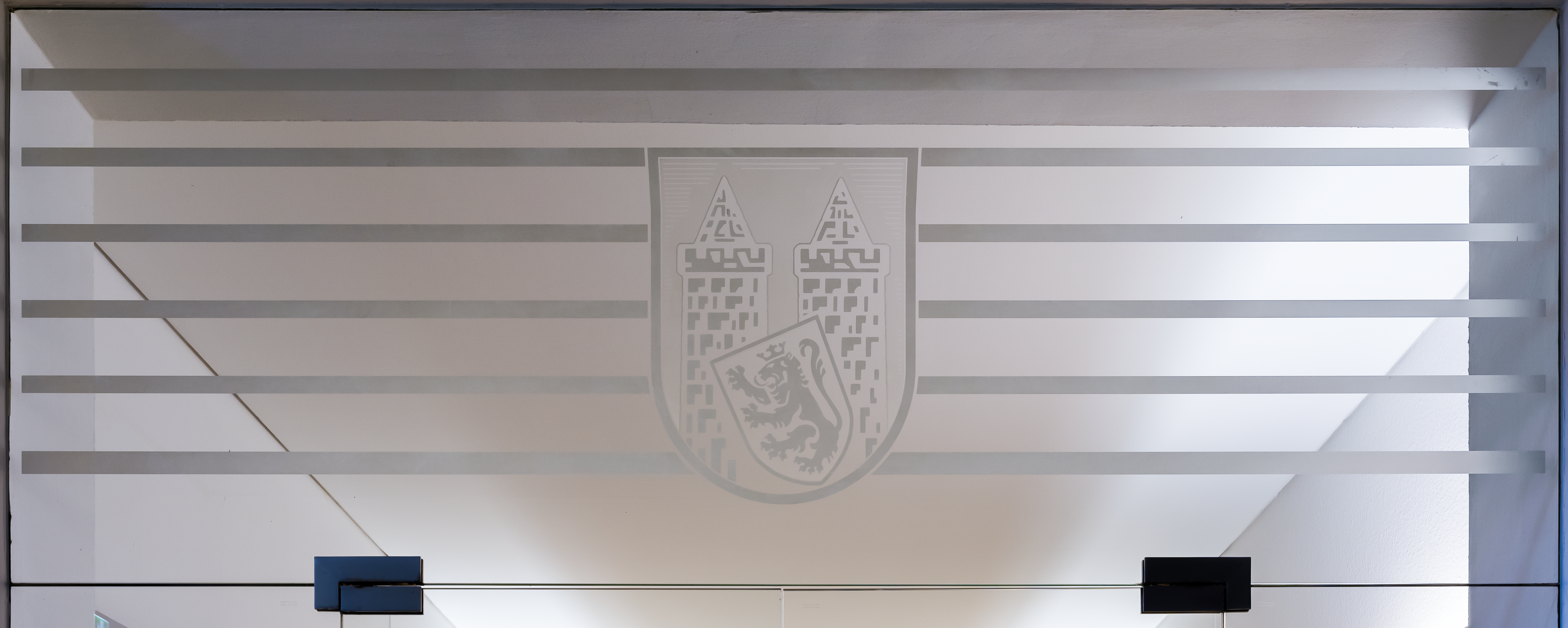
Wappen im Hofer Rathaus an Glastür
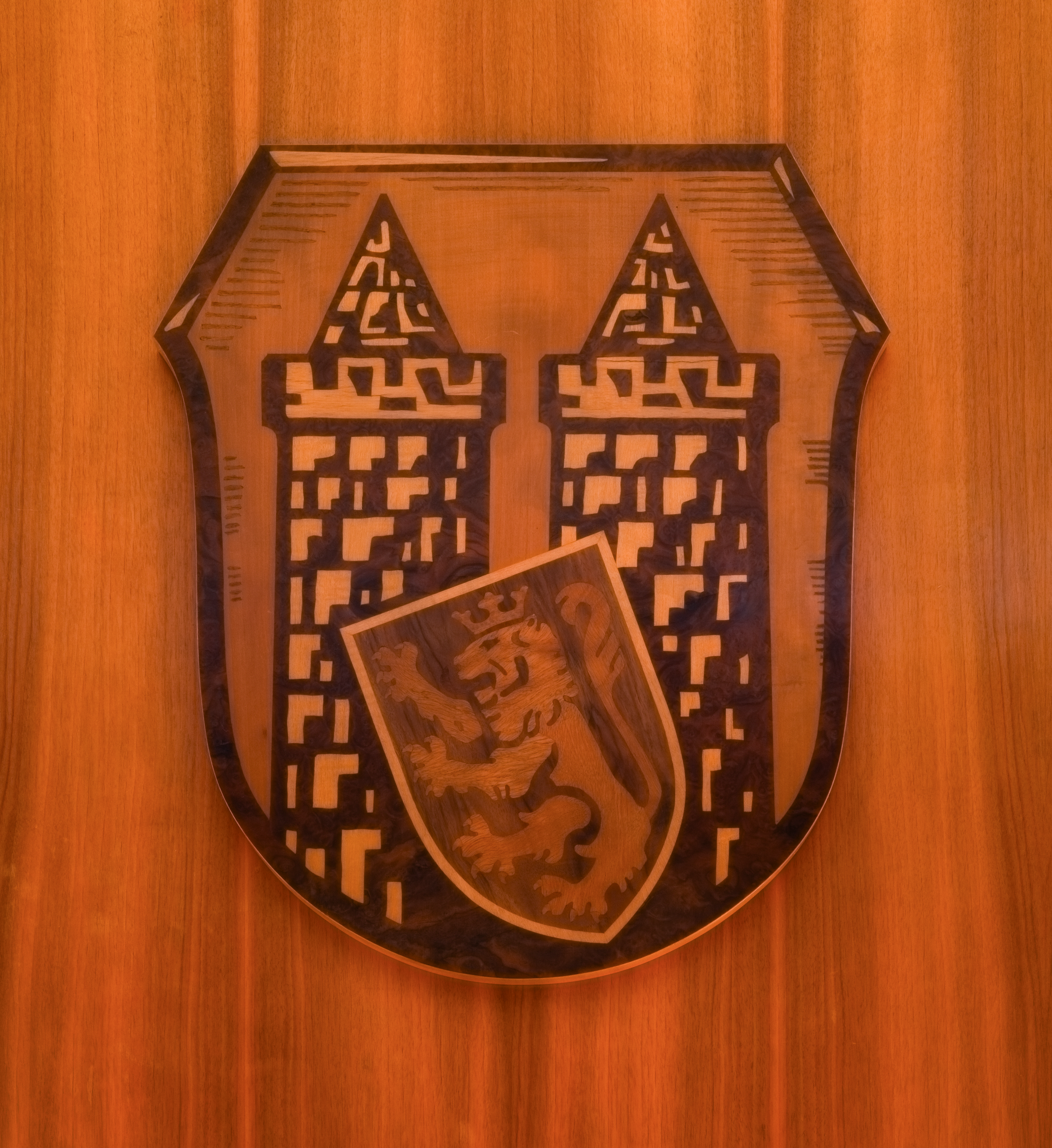
Wappen im Hofer Rathaus, kleiner Sitzungssaal
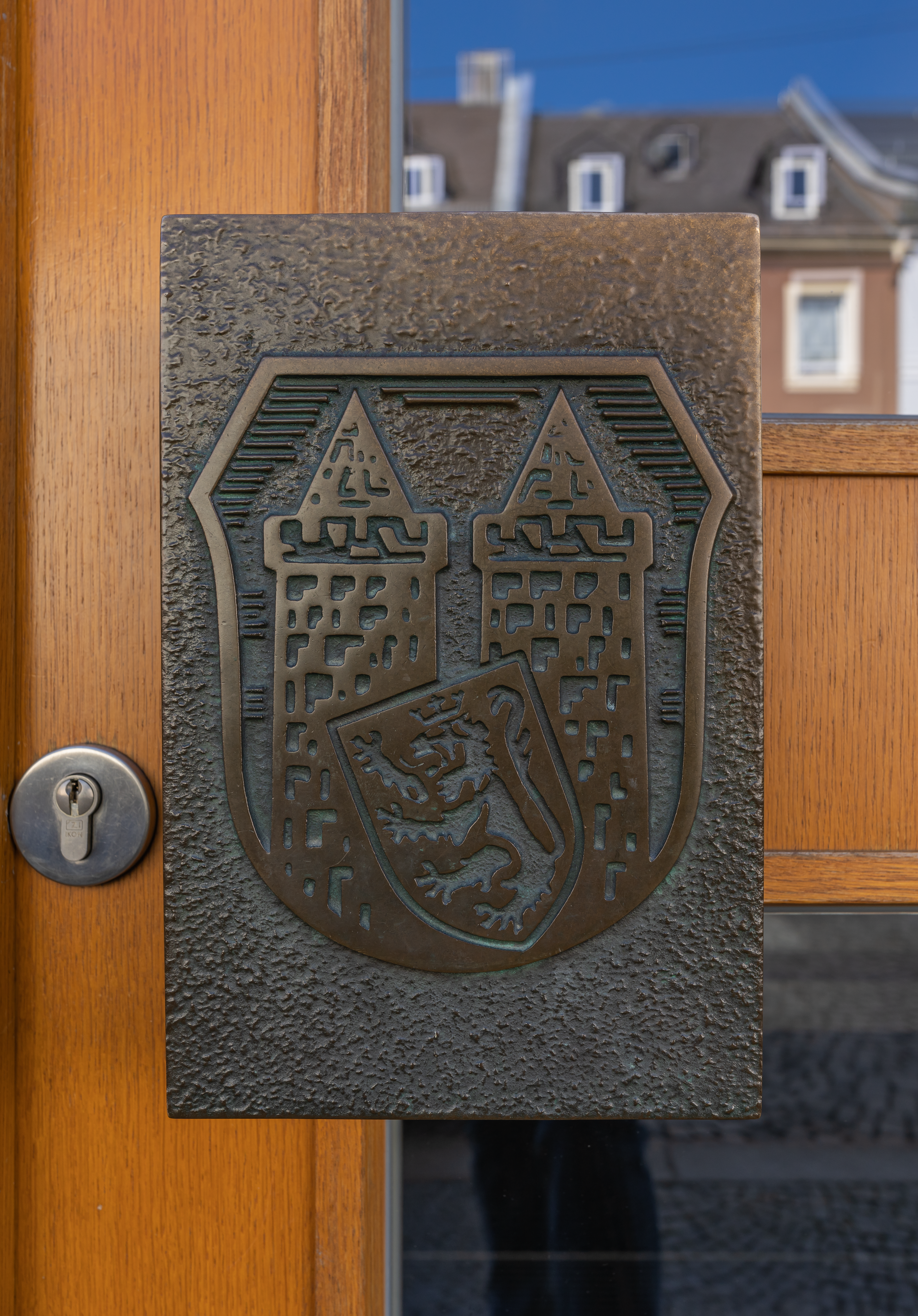
Wappen am Türgriff des Hofer Rathauses

## Flagge

Stadtflagge

Die Stadtflagge der Stadt Hof ist in waagerecht und von Gelb (bzw. Gold) und Schwarz geteilt. Sie trägt aufgelegt das Stadtwappen.

## Belege
1. 1 2  Haus der Bayerischen Geschichte - Eintrag Hof. Abgerufen am 29. September 2023.
2. ↑  Stadt Hof: Stadtgeschichte. 26. September 2023, abgerufen am 29. September 2023.